# Паулини, Эуген
Э́уген Па́улини (словац. Eugen Pauliny; 13 декабря 1912, Зволен, Австро-Венгрия — 19 мая 1983, Братислава, Чехословакия) — словацкий лингвист, специалист по словакистике, доктор философии (1939), доктор наук (1958), профессор (1945), заведующий кафедрой словацкого языка (1964) философского факультета Университета Коменского, член-корреспондент Словацкой академии наук (1968). Один из ведущих словацких языковедов после Второй мировой войны.
Сферой научной деятельности Э. Паулини были вопросы истории словацкого языка, изучение стилистики, фонологического и грамматического строя современного литературного языка словаков, исследование словацкой диалектологии и т. д.
Э. Паулини — автор целого ряда фундаментальных работ по словакистике. Он активно участвовал в реформе орфографии и языковых норм словацкого языка, занимался разработкой учебной литературы, являлся членом различных лингвистических обществ и комиссий, включая комиссии при Международном комитете славистов.

## Биография
Эуген Паулини родился в 1912 году в словацком городе Зволен, находившемся в то время на территории Австро-Венгрии. После окончания средней школы в Зволене учился с 1930 по 1935 годы в Братиславе на философском факультете Университета Коменского по специальности «словацкий и латинский языки». В 1935—1937 годах Э. Паулини работал школьным учителем в Зволене. В 1937 вернулся на философский факультет Университета Коменского, где в 1939—1943 годах занимал должность ассистента на философском факультете. В 1938 году стал доктором философии, В 1943—1945 годах был сотрудником Словацкой академии наук и искусств (Slovenská akadémia vied a umení). В 1945—1949 годах стал заместителем председателя отделения языковедения Словацкой Матицы. С 1945 года — профессор словацкого языка на философском факультете Университета Коменского, где проработал до выхода на пенсию в 1979 году (с небольшим перерывом в 1950—1953 годах, когда ему пришлось по причинам политического характера перейти на работу в одно из братиславских издательств в качестве редактора). В 1958 году Э. Паулини получил степень доктора наук. В 1963—1971 годах Э. Паулини был заведующим сектором фонетики, в 1964—1977 годах — заведующим кафедрой словацкого языка философского факультета. В 1968 году Э. Паулини стал членом-корреспондентом Словацкой академии наук. С 1969 года — проректор Университета Коменского.

## Вклад в науку
Одними из первых научных работ Э. Паулини являются исследования в области словацкой диалектологии — в 1930-х годах он занимался изучением тековских говоров среднесловацкой диалектной области. К теме словацких диалектов он вернулся в 1947 году, когда была издана его монография Nárečie zátopových osád na hornej Orave, после чего вопросы словацкой диалектологии затрагивались Э. Паулини периодически в течение всей его последующей научной деятельности. В частности, вместе с Й. Штольцем он подготовил к изданию вопросник для составления диалектологического атласа словацкого языка (Atlas slovenského jazyka).
Э. Паулини считается одним из основателей современной словацкой стилистики. В 1940 году он публикует ряд статей в журнале Slovenská reč о художественной форме и стиле в произведениях современной словацкой литературы. Позднее он исследует соотношение в литературных произведениях нормативных и диалектных черт (Dve kapitoly o spisovnom jazyku a nárečí, 1946), а также язык и стиль словацкой прозы в целом (O jazyku a štýle slovenskej prózy, 1983).
Э. Паулини в своей научной деятельности обращался к многочисленным сторонам проблематики изучения современного словацкого языка. Прежде всего, он известен, как исследователь истории словацкого литературного языка.
Э. Паулини — автор нескольких версий «Истории словацкого литературного языка» (Dejiny spisovnej slovenčiny), изданных в 1948, 1966 и 1983 годах. Помимо обобщающих исследований им были созданы работы по отдельным историческим периодам, в частности, по великоморавской эпохе (Slovesnosť a kultúrny jazyk Veľkej Moravy, 1964; Život a dielo Metoda, 1985). Кроме того, он исследовал историю развития фонологии и морфологии словацкого языка (Fonologický vývin slovenčiny, 1962; Vývin slovenskej deklinácie, 1990).
Часть работ Э. Паулини посвящена тем или иным уровням современного словацкого языка.
В своём исследовании Štruktúra slovenského slovesa (1943) Э. Паулини касается вопросов синтаксиса и лексики словацкого языка. Исследования словацкой фонологии отражены в таких работах, как Fonológia spisovnej slovenčiny (1961, переиздана в 1968) и Slovenská fonológia (1979).
Э. Паулини участвовал в работе комиссии по орфоэпии словацкого языка при Институте языкознания Людовита Штура, одобрившей новые правила произношения («Правила словацкого произношения», 1984), разработанные Абелем Кралем. Был соавтором публикации «О реформе словацкой орфографии» (O reforme slovenského pravopisu, 1948), активно участвовал в совершенствовании словацкого правописания — был членом комиссии по разработке новой редакции орфографических правил («Правила словацкого правописания», 1953).
Э. Паулини не всегда соглашался с проводимыми в словацком языке реформами, нередко выступал с критикой изменений языковых норм. Более того, его вариант кодификации языковых норм (Norma spisovnej slovenčiny a zásady jej kodifikovania), созданный им в 1953 году так и не был издан при его жизни (данная работа была опубликована С. Ондрейовичем только в 2000 году).
Также Э. Паулини занимался разработкой учебной литературы: в 1947 году он издал Systém slovenského spisovného jazyka в двух частях, в 1960 году — «Краткую словацкую грамматику», переизданную несколько раз. В 1981 году он издаёт одну из своих самых значительных работ — «Словацкую грамматику». Совместно с Й. Ружичкой и Й. Штольцем он подготовил издание «Словацкой грамматики» 1953 года (переиздана в 1968 году). Стал соавтором многих школьных учебников и учебных пособий.
Э. Паулини известен также как переводчик, основатель и редактор журнала «Слово и форма» (Slovo a tvar, 1947—1950), много лет был главным редактором «Лингвистического журнала» (Jazykovedný časopis) и прочих изданий и публикаций по языковедению на философском факультете Университета Коменского.
Э. Паулини принимал участие во многих международных форумах славистов, принимал участие в различного рода лингвистических кружках и комитетах.
В 1943 году его принимают в Женевское лингвистическое общество (Société Genevoise de Linguistique). В 1945—1950 годах Э. Паулини был одним из основателей Братиславского лингвистического кружка (Bratislavský lingvistický krúžok). В 1957—1963 и 1966—1968 годах — член комитета, а в 1963—1968 годах — президент Ассоциации словацких лингвистов (Združenie slovenských jazykovedcov) при Словацкой академии наук. В 1976—1978 годах — член комитета Словацкого лингвистического общества (Slovenská jazykovedná spoločnosť) при Словацкой академии наук. С 1958 года — член международной комиссии по созданию общеславянского лингвистического атласа при Международном комитете славистов. С 1959 года — член польско-чехословацкой языковой комиссии. В 1965 году Э. Паулини принят в Фонетическую ассоциацию (Association of Phonetic Sciences), в 1966 году — в Международную фононологическую ассоциацию (International Phonological Association). С 1971 года входит в состав международной комиссии по литературным славянским языкам при Международном комитете славистов.
В 1962—1965 годах Э. Паулини — заместитель председателя и в 1966—1970 годах — член Учёного Совета по лингвистике Словацкой академии наук. В 1975—1980 годах — участник и председатель комитетов по защите кандидатских и докторских диссертаций в области общего языкознания и словацкого языка в частности.

## Основные книги и статьи
1. Pauliny E. Štruktúra slovenského slovesa. — 1943.
2. Pauliny E. Dejiny spisovnej slovenčiny. — 1948, 1966.
3. Pauliny E. Krátka gramatika slovenská. — 1960, 1980.
4. Pauliny E. Fonológia spisovnej slovenčiny. — 1961, 1968.
5. Pauliny E. Fonologický vývin slovenčiny. — Bratislava: Vydavateľstvo Slovenskej Akadémie Vied, 1963. — 359 S.
6. Pauliny E. Slovesnosť a kultúrny jazyk Veľkej Moravy. — 1964.
7. Pauliny E., Ružička J., Štolc J. Slovenská gramatika. — Bratislava: Slovenské pedagogické nakladateľstvo, 1968.
8. Pauliny E. Dejiny spisovnej slovenčiny I. Od začiatkov až po Ľudovíta Štúra. — Bratislava, 1971.
9. Pauliny E. Slovenská fonológia. — Bratislava: Slovenské pedagogické nakladateľstvo, 1979. — 215 S.
10. Pauliny E., Bachorík O. Slovenská gramatika. — Bratislava: Slovenské pedagogické nakladateľstvo, 1981.
11. Pauliny E. Dejiny spisovnej slovenčiny od začiatkov po súčasnosť. — Bratislava: Slovenské pedagogické nakladateľstvo, 1983. — 256 S.
12. Pauliny E. Vývin slovenskej deklinácie. — 1990.